# Башта, Владимир Владимирович
Владимир Владимирович Башта (род. 10 марта 1970, Москва) — российский кинооператор.

## Биография
Родился 10 марта 1970 года в Москве.
В 1996 году окончил кинооператорский факультет ВГИКа (мастерская Л. И. Калашникова).
Член Союза кинематографистов и Гильдии кинооператоров (R.G.C.) с 2000 года.
Член киноакадемии стран азиатско-тихоокеанского региона (The Asia Pacific Screen Academy).

## Фильмография
- 1995 — Анфан Террибль
- 1999 — Жизнь, осень
- 2001 — Московские окна
- 2001 — В созвездии быка
- 2003 — Лучший город Земли
- 2004 — Курсанты
- 2004 — Красная капелла
- 2006 — Ваша честь
- 2006 — Последний забой
- 2008 — Посторонний
- 2008 — Месть: Обратная сторона любви
- 2008 — Реальный папа
- 2008 — Опасная связь
- 2008 — Тихая семейная жизнь
- 2009 — 9 мая. Личное отношение (киноальманах), новелла «Все ушли на фронт»
- 2010 — Кандагар
- 2010 — Детективное агентство Иван да Марья (сериал)
- 2010 — Вдовий пароход
- 2010 — Брестская крепость
- 2011 — Год обмана или люб.off
- 2011 — Охотники за бриллиантами
- 2011 — Отдам котят в хорошие руки
- 2011 — Степные дети
- 2012 — Клуши
- 2013 — Географ глобус пропил
- 2013 — Крик совы
- 2014 — Волчье солнце
- 2017 — Время первых
- 2018 — Два билета домой
- 2018 — Алиби
- 2020 — Водоворот
- 2021 — Конёк-Горбунок
- 2023 — Дыхание
- 2024 — Спойлер

## Награды и номинации
- 2011 — Премия киноизобразительного искусства «Белый квадрат» (фильм «Кандагар»)
- 2011 — Премия «ТЭФИ» в номинации «Оператор телевизионного художественного фильма/сериала» (фильм «Брестская крепость»)[1]
- 2011 — Номинация на премию киноизобразительного искусства «Белый квадрат» (фильм «Брестская крепость»)
- 2011 — Номинация на Азиатско-Тихоокеанскую кинопремию (Asia Pacific Screen Awards) — Achievement in Cinematography (фильм «Брестская крепость»)[2]
- 2014 — Номинация на премию киноизобразительного искусства «Белый квадрат» (фильм «Географ глобус пропил»)
- 2014 — Номинация на приз Ассоциации продюсеров кино и телевидения за Лучшую операторскую работу (телесериал «Крик совы»)
- 2018 — Премия киноизобразительного искусства «Белый квадрат» (фильм «Время первых»)

## Личная жизнь
Дети: Даниил Башта, Яша Башта, Захар Башта.